# Hesseltinella vesiculosa
Hesseltinella vesiculosa är en svampart som beskrevs av H.P. Upadhyay 1970. Hesseltinella vesiculosa ingår i släktet Hesseltinella och familjen Cunninghamellaceae.   Inga underarter finns listade i Catalogue of Life.